# Route des Petits-Ponts (Paris)
La route des Petits-Ponts est une voie située dans le 19e arrondissement de Paris.

## Situation et accès
Elle relie la Porte de Pantin à la mairie de Pantin.

## Origine du nom

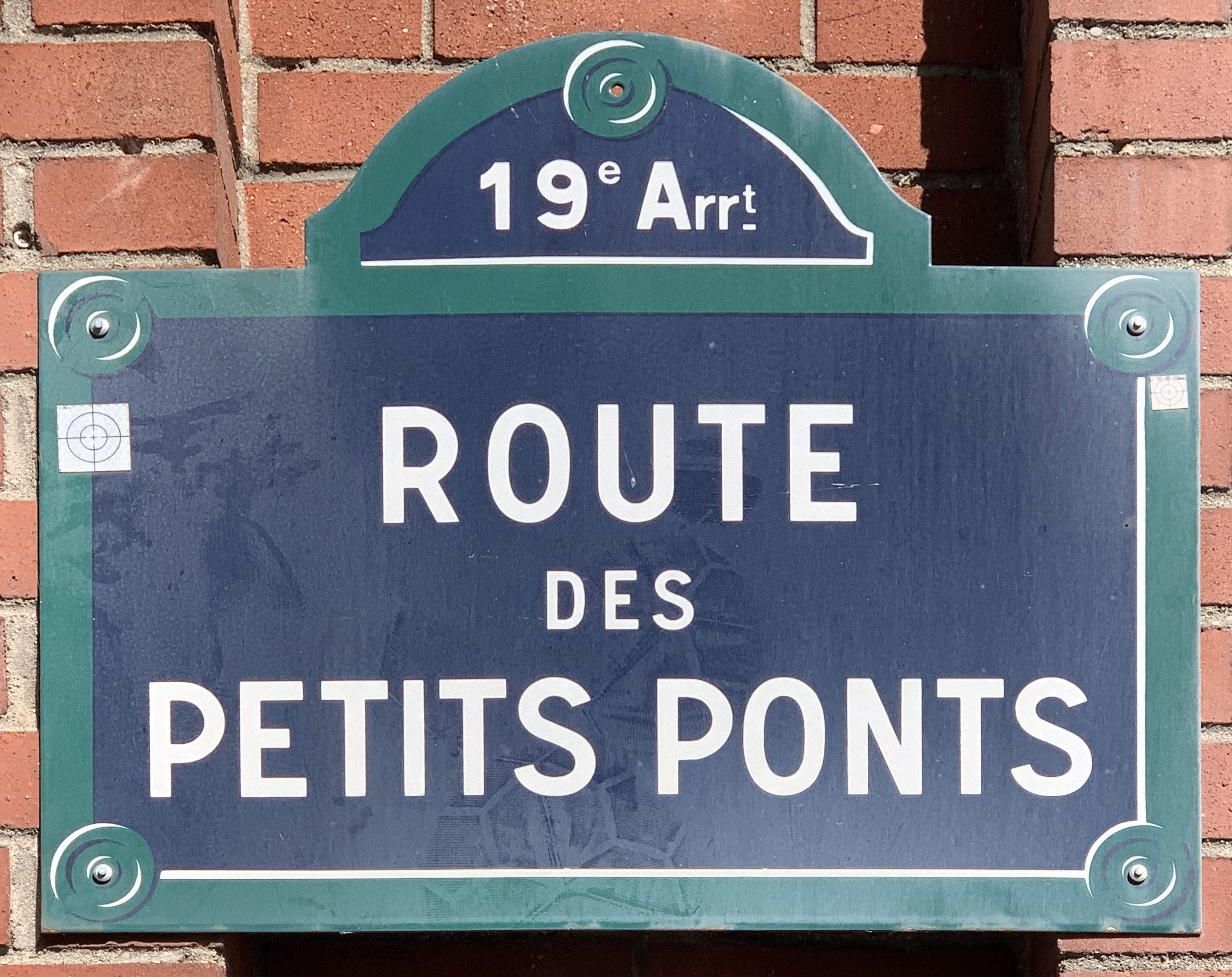
Plaque de la route.

Elle doit son nom à la Route des Petits-Ponts reliant Paris (avenue de la Porte-de-Pantin) à Thieux, près de Mitry-Mory, en Seine-et-Marne.